# White City, Baku

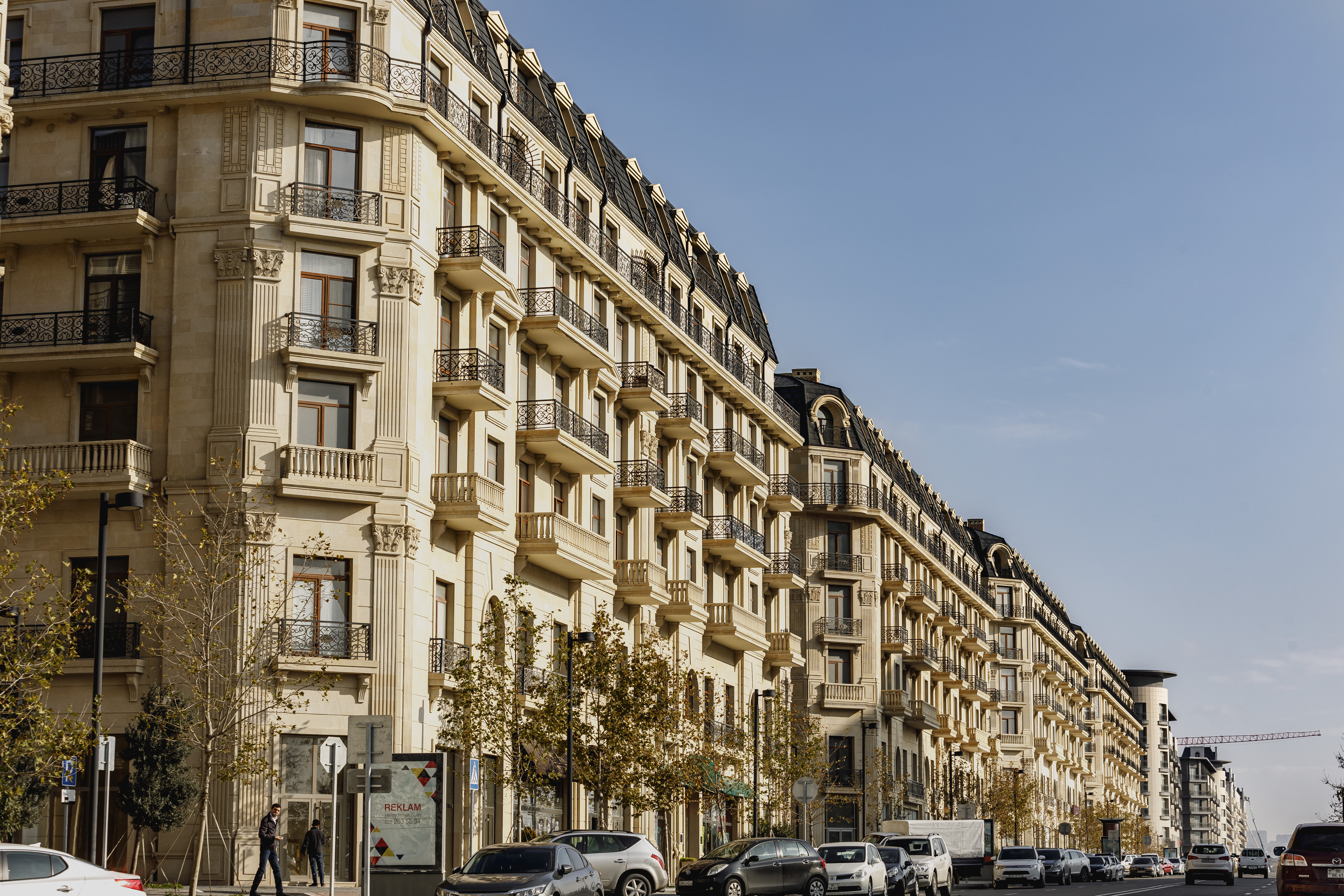
Bostadshus i White City

White City eller Baku White City (azerbajdzjanska: Bakı Ağ Şəhər), är en ny stadsdel i den azerbajdzjanska huvudstaden Baku.
Stadsdelen har utformats av arkitektfirmorna Atkins och Foster and Partners. White City består av 75 % bostäder eller 19 700 hushåll.